# Пентаэритрит
Пентаэритри́т (2,2-бис(гидроксиметил)пропан-1,3-диол) C(CH2OH)4 — четырёхатомный спирт с углеродным скелетом неопентана.

## Физические свойства
Белый кристаллический порошок со сладким вкусом. Растворимость вещества в воде (% по массе) составляет: 5,56 (15 °C), 7,1 (25 °C), 19,3 (55 °C), 76,6 (100 °C). Растворимость в других растворителях (% по массе) при 100 °С: в этиленгликоле — 12,9, в глицерине — 10,3, в формамиде — 21, в пиридине — 3,7. Температура кипения 276 °C при 30 мм.рт.ст., возгоняется.

## Химические свойства
Пентаэритрит проявляет свойства спиртов: алкилируется, ацилируется, реагирует с азотной кислотой с образованием моно-, ди-, три- и тетрапроизводных; образует алкоголяты и комплексы с металлами. Отличительной чертой пентаэритрита является способность образовывать циклические производные. Так, при реакции с тионилхлоридом, в зависимости от условий, образует моно-, ди-, трихлорпроизводное или пентаэритритдисульфит:

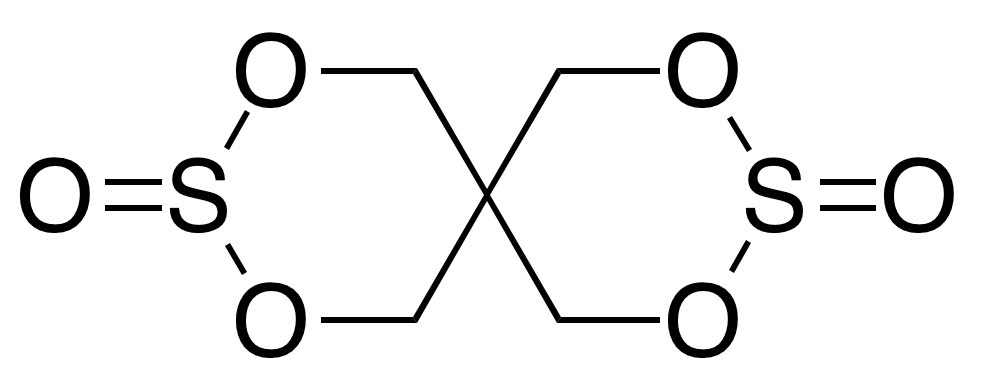
Пентаэритритдисульфит

Также пентаэритрит может реагировать с альдегидами и кетонами в кислой среде с образованием моно- и бициклического продукта:

## Получение
Пентаэритрит получают конденсацией формальдегида с ацетальдегидом при катализе щелочами и избытке формальдегида, при этом на первой стадии происходит альдольная конденсация с образованием трис-метилолацетальдегида, который далее в перекрестной реакции Канниццаро восстанавливается формальдегидом до пентаэритрита:

## Применение
Пентаэритрит применяется в производстве алкидных смол, пентафталевых лаков и эмалей, синтетических смазочных масел, пентапласта, пластификаторов и антиоксидантов для полимеров, термостабилизаторов, для синтеза ПАВ, взрывчатого вещества тетранитропентаэритрита (ТЭНа).